# Монстри атакують
«Монстри атакують» (або «Зливай нечисть», англ. Freaks of Nature, «Виродки природи») — американський комедійний фільм жахів 2015 року режисера Роббі Пікерінга.

## Сюжет
Вампіри, люди і зомбі мирно собі співіснували в містечку Діллфорд протягом довгих років, але однієї миті щось пішло не так. Суцільна різня і бої на виживання, здається, без сторонньої участі не обійшлося.

## У ролях
| Актор            | Роль                                    |
| ---------------- | --------------------------------------- |
| Ніколас Браун    | Даґ Паркер (людина, згодом перевертень) |
| Маккензі Девіс   | Петра Лейн (вампірка)                   |
| Джош Фадем       | Нед Мослі (зомбі)                       |
| Джоан К'юсак     | Пег Паркер                              |
| Боб Оденкірк     | Шутер Паркер                            |
| Кіген-Майкл Кі   | Метью Келлер                            |
| Ед Вествік       | Майлен Піначе                           |
| Паттон Освальд   | Стюарт Міллер                           |
| Ванесса Гадженс  | Лорелей                                 |
| Деніс Лірі       | Рік Вілсон                              |
| Єн Робертс       | Чез Мослі ст.                           |
| Уткарш Амбудкар  | Парміндер                               |
| Серіна Вінсент   | Дейзі                                   |
| Кріс Зилка       | Чез Мослі мол.                          |
| Рейчел Гарріс    | місіс Мослі                             |
| Мей Вітман       | Дженна (зомбі)                          |
| Вернер Герцог    | голос досконалої істоти                 |
| Дерек Мірс       | вовк                                    |
| Аврора Перріно   | вампірка                                |
| Пет Гілі         | зомбі-в'язень                           |
| Наталі Паламідес | Кеті Марч                               |
| Джон Енніс       | тренер                                  |